# Monanthotaxis capea
Monanthotaxis capea är en kirimojaväxtart som först beskrevs av E.G.Camus och Aimée Antoinette Camus, och fick sitt nu gällande namn av Bernard Verdcourt. Monanthotaxis capea ingår i släktet Monanthotaxis och familjen kirimojaväxter. Inga underarter finns listade i Catalogue of Life.